# Walter E. Gantenberg
Walter E. Gantenberg ist ein deutscher Ingenieur und Autor. Sein Schwerpunkt liegt auf der Lokalgeschichte und der Erforschung des historischen Bergbaus im südlichen Ruhrgebiet. Er lebt in Bochum.

## Werke
- Walter E. Gantenberg: Auf alten Kohlenwegen. Band 1: Wanderungen durch die Bergbau- und Siedlungsgeschichte im Hattinger Raum. Verlag Glückauf, Essen, 1994, ISBN 978-3-8375-0110-0.
- Walter E. Gantenberg: Auf alten Kohlenwegen. Band 2. Wanderungen durch die Bergbau-, Industrie- und Siedlungsgeschichte im Hattinger Raum. Klartext-Verlag, 2008
- Walter E. Gantenberg, Engelbert Wührt: Bochum: Über allem thronte der Horkenstein. Universitätsverlag Brockmeyer, 1996, ISBN 3-8196-0422-7.
- Walter Gantenberg, Rolf Köhling, Wilhelm Spieker: Kohle und Stahl bestimmten ihr Leben. 1. Auflage. Klartext-Verlag, Essen 2000, ISBN 3-88474-281-7.
- Walter E. Gantenberg, Engelbert Wührt: Die große Flut in Dahlhausen: Die Bambardierung der Möhnetalsperre am 16./17. Mai 1943 und Ihre Auswirkungen auf Bochum-Dahlhausen sowie das mittlere Ruhrtal. Eigendruck, 2003
- Walter E. Gantenberg, Engelbert Wührt: Vom Kohlengraben zum Tiefbau – Wanderungen durch die Bergbaugeschichte und die Geologie im Bochumer Südwesten. Klartext, Essen, 2005, ISBN 3-89861-553-7.
- Reinhard Gaida, Walter E. Gantenberg, Martin Lücke, Martina Schneider-Gaida: Auf dem Altweg Grüner Weg durch die Schichtrippenlandschaft des Hattinger Hügellandes vom Bach Farnthrapa (Felderbach) zum Bach Emscher (Reschop) in Hattingen, nebst einem Abstecher durch das Wodantal. Jahresberichte des Naturwissenschaftlichen Vereins Wuppertal e.V., 2019.

| Personendaten    | Personendaten                 |
| ---------------- | ----------------------------- |
| NAME             | Gantenberg, Walter E.         |
| KURZBESCHREIBUNG | deutscher Ingenieur und Autor |
| GEBURTSDATUM     | 20. Jahrhundert               |